# Retten indefra
Retten indefra er en dokumentarserie omhandlende det danske retsystem i praksis. Serien beskriver hvorledes almindelige danskere, og deres almindelige sager, håndteres. Serien blev sendt første gang på Danmarks Radio i 2018 med premiere den 7. februar 20:30.
Programmerne er produceret for Danmarks Radio af Impact TV. Serien blev produceret i 2017.

## Handling
Serien har gennem et år har haft unik adgang til Retten i Roskilde, hvor den almindelige behandling af sager dokumenteres. Hen over seks afsnit belyses, hvordan den almindelige retspraksis fungerer i Danmark. Seriens formål er at beskrive, hvordan det danske retssystem behandler helt almindelige sager. I programmerne deltager helt almindelige danskere, der er anklaget for ting. Programmere indeholder både sager, der er på bagatelgrænsen og sager med potentiale for at ændre den tiltaltes liv fundamentalt.
Sagerne omhandler blandt andet:
- Cykeltyveri.
- Mindre bødesager uden advokat bistand.
- Erstatning i millionklassen for kontraktbrud.
- Fejlbehandlinger med døden til følge.
- Vold, og anklage om vold, både retmæssigt og uretmæssigt.
- Frakendelse af kørekort

Programmerne går ikke ind i sagerne ud over at belyse, hvordan den danske retspraksis fungerer i praksis, hvordan retfærdighed ofte er en skønssag, og hvordan skyld og straf behandles så domstolene forbliver en hjørnesten i samfundet.

## Modtagelse
Lone Nikolajsen, ansat på Information, mente om programmets første afsnit, at det er en fordel for programmet, at det ikke overdramatiseres. Hun mente dog samtidig, at "[...] med så lødigt et udgangspunkt, som Retten indefra har, kunne jeg godt ønske mig nogle lidt mere spegede sager i de følgende afsnit".
Sebastian Wittrock fra Politiken mente om programmets 3. afsnit, at det er interessant uden at være kedeligt.